# Manicotto d'imbarco

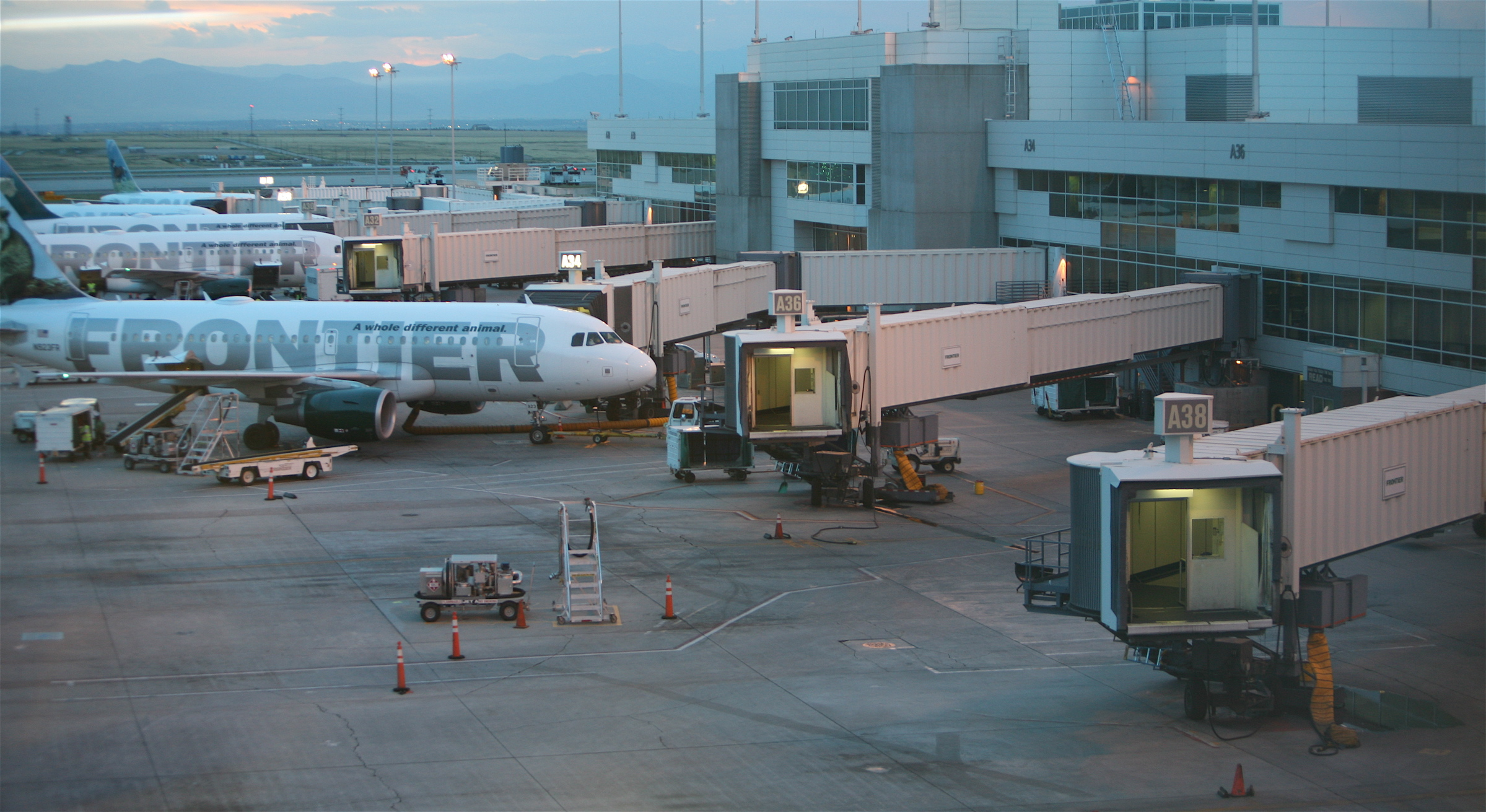
Diversi manicotti all'Aeroporto Internazionale di Denver

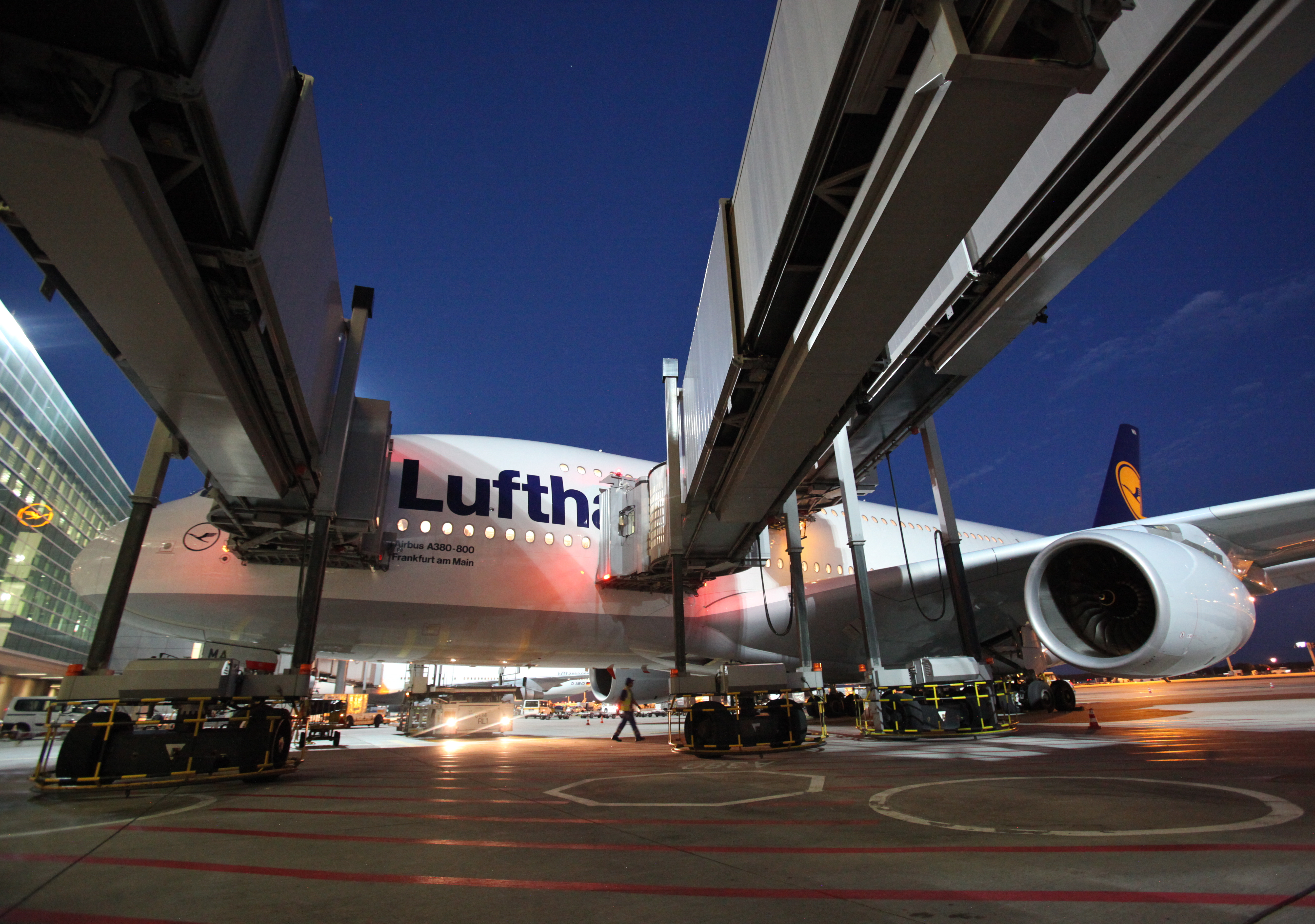
Passerelle all'Aeroporto di Francoforte sul Meno

Un manicotto d'imbarco, detto anche passerella telescopica o pontile d'imbarco (a volte chiamato col termine inglese finger, letteralmente "dito"), è un connettore mobile chiuso, che collega un gate di un terminal aeroportuale ad un aeroplano. Consente ai passeggeri di salire e scendere dal mezzo in maniera più rapida rispetto alle scalette. A seconda della progettazione degli edifici, il manicotto d'imbarco può essere fisso o mobile: si può infatti muovere sia in maniera verticale (alzandosi o abbassandosi), sia in maniera orizzontale (allungandosi e accorciandosi).
Prima dell'introduzione dei manicotti d'imbarco, i passeggeri normalmente a bordo di un aereo dovevano scendere a piedi dall'aereo tramite una rampa di scala affissata su un mezzo e giungere al terminal a piedi o in autobus. Le rampe di scale sono ancora diffuse in quasi tutti gli aeroporti del mondo, in particolare negli aeroporti più piccoli e nei terminal dedicati alle compagnie aeree a basso costo.
Nei terminal portuali più moderni, si stanno adottando i manicotti d'imbarco per facilitare l'imbarco nelle navi da crociera, direttamente dal terminal.

## Vantaggi
I manicotti d'imbarco forniscono in tutte le condizioni atmosferiche l'accesso agli aeromobili e migliorano la sicurezza delle operazioni aeroportuali. Spesso sono fissati in modo permanente ad una estremità da un perno (o "rotonda") nell'edificio del terminal e hanno la capacità di oscillare a destra o a sinistra. La "cabina", situata alla fine del ponte di carico, può essere alzata o abbassata, estesa o retratta, e possono muoversi, al fine di accogliere gli aeromobili di dimensioni diverse. La cabina è dotata di una fisarmonica, che permette al ponte di attraccare con aeromobili con fusoliere diverse e fornire una tenuta quasi resistente alle intemperie. 
I manicotti d'imbarco forniscono un migliore accesso agli aeromobili per i passeggeri con molti tipi di disabilità e difficoltà motorie, in quanto possono imbarcarsi o sbarcare senza salire le scale.
Alcuni aeroporti internazionali hanno dei manicotti d'imbarco caratterizzati per gli aerei più grandi che si sdoppiano creando due ingressi all'aereo. In teoria, questo consente un modo più veloce per imbarcare e sbarcare gli aerei più grandi, ma, tuttavia, è piuttosto comune utilizzare un ingresso per il solo trasporto passeggeri di prima classe e business class, mentre l'altro ingresso è dedicato per i passeggeri in classe economica. Con l'arrivo degli aerei a due piani, come l'Airbus A380 e il Boeing 747-8, si prevede che ogni manicotto avrà uno o più ingressi di carico per piano. Tali manicotti sono in costruzione all'Aeroporto di Kuala Lumpur e all'Aeroporto Internazionale OR Tambo di Johannesburg. Sono già in uso, invece, all'Aeroporto Internazionale di Dubai,
all'Aeroporto di Milano Malpensa, all'Aeroporto Internazionale Indira Gandhi di Delhi, all'Aeroporto di Melbourne, all'Aeroporto di Sydney, all'Aeroporto di Singapore-Changi, all'Aeroporto di Toronto-Pearson, all'Aeroporto Internazionale Incheon di Seul e all'Aeroporto Internazionale Narita di Tokyo.

## Svantaggi
I manicotti d'imbarco limitano il parcheggio degli aeromobili nelle piazzole adiacenti al terminal poiché si può ospitare solo un aereo per manicotto. La disponibilità di tempo, comunque, è rilevante soprattutto per gli aeroporti più trafficati. Così, molti aeroporti sono costretti ad usare scale mobili per facilitare le operazioni di imbarco.
I manicotti d'imbarco possono rappresentare un pericolo agli aeromobili se usati impropriamente. Se il ponte non è rientrato completamente prima della partenza del velivolo, può toccare parti sporgenti degli aeromobili in rullaggio, richiedendone la riparazione e, dunque, ritardi. Inoltre, durante le stagioni fredde, c'è il rischio che il manicotto si congeli attaccato all'aereo. In questo caso, quando il velivolo si ritrae dal manicotto, potrebbe danneggiare l'aereo se l'area in cui si toccano il mezzo e il manicotto non è stata correttamente sbrinata.
I manicotti d'imbarco di solito hanno un costo di utilizzo più elevato rispetto alle piazzole remote, per cui molti vettori low-cost preferiscono non usarli.

## Uso e aspetto

Diagramma semplice di un manicotto d'imbarco

Il manicotto d'imbarco è collegato ad un ingresso, chiamato gate, nella parete del terminal dietro la scrivania dei gate. Una volta che inizia l'imbarco dell'aereo, i passeggeri mostrano le loro carte d'imbarco alla hostess di terra, che li lascia passare.
All'interno, la passerella assomiglia molto a un corridoio stretto ma illuminato, senza porte. I manicotti di solito non hanno finestre, ma i più moderni sono caratterizzati da pareti di vetro. Le pareti sono dipinte, di solito, in conformità con i colori tipici delle compagnie aeree che servono o con i colori della società che gestisce l'aeroporto, in genere con colori rilassanti. Alcuni presentano annunci pubblicitari, sia sulle pareti interne che su quelle esterne.
Alcuni aeroporti utilizzano manicotti d'imbarco fissi per estenderne efficacemente la portata. Il manicotto fisso si estende fuori dal terminal e si collega alla rotonda, per finire con un breve corridoio che porta fino all'ingresso del terminal. Occasionalmente, i manicotti fissi portano a ingressi multipli. Inoltre, ci sono alcuni manicotti (come quelli all'Aeroporto Internazionale di Edmonton e quelli all'Aeroporto Internazionale di Calgary), che si trovano direttamente sul terreno, invece che avere piedistalli che lo sollevano. Questi pontili d'imbarco sono spesso utilizzati dalle compagnie aeree che hanno in flotta velivoli di piccole dimensioni (come i Bombardier Q Series e i Bombardier CRJ Series) che a volte sono troppo bassi per i manicotti convenzionali.
La cabina del manicotto è sollevabile ed abbassabile, in modo da essere compatibile con aeromobili di diverse altezze. L'altezza della cabina è abbinata, dunque, all'altezza della porta del velivolo. 
Nei sistemi di controllo più vecchi sono presenti un gran numero di pulsanti per il controllo del motore e altre funzioni e per un funzionamento efficiente richiedono un elevato grado di abilità ed esperienza da parte dell'operatore. Le consolli di controllo dei manicotti più moderni sono molto più semplici da usare e presentano solo pochi tasti, un display grafico ed un unico multi-asse con joystick, molto somigliante a quelli usati comunemente per muoversi all'interno dei videogiochi.

## Galleria d'immagini

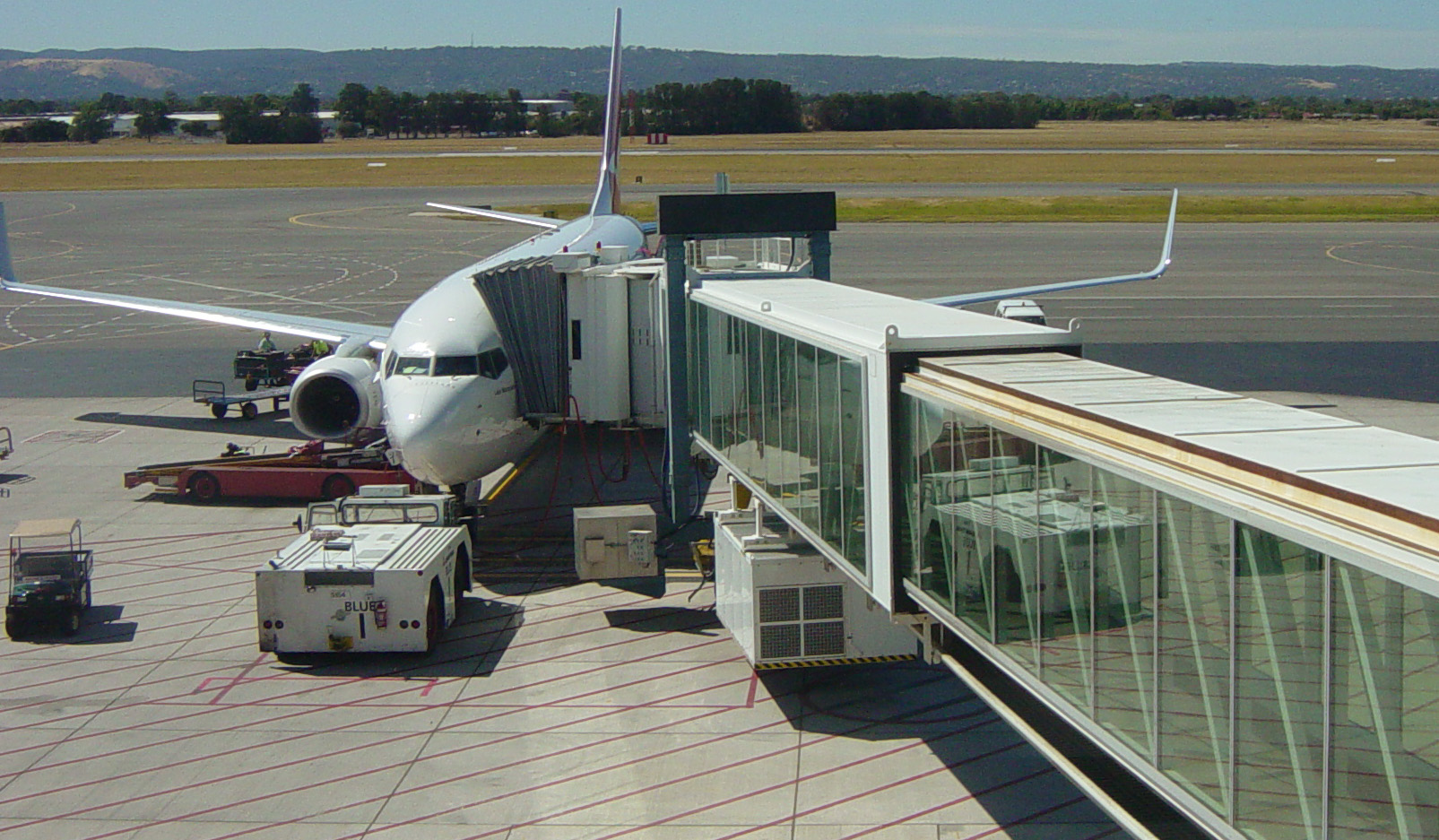
Manicotto d'imbarco con pareti in vetro all'Aeroporto di Adelaide, in Australia
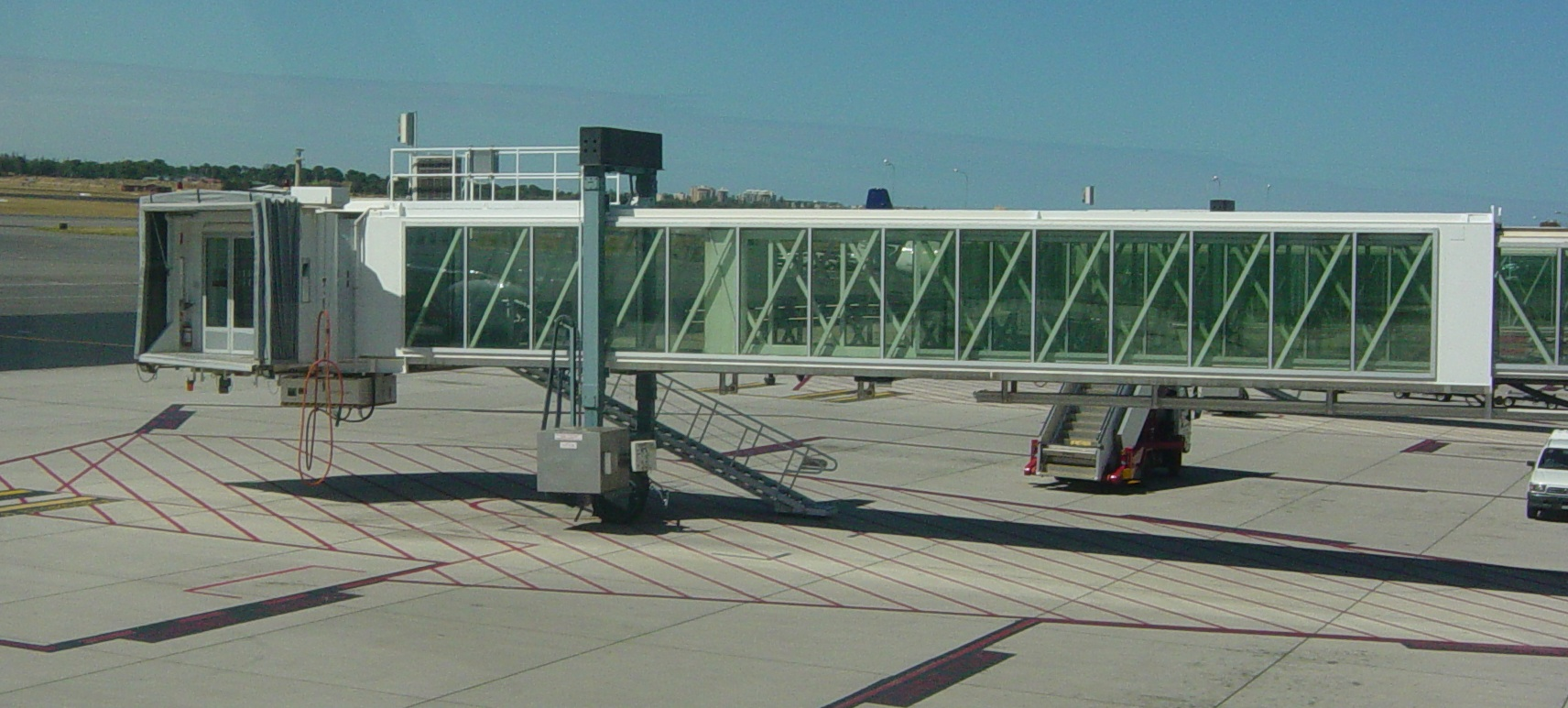
Altro manicotto d'imbarco all'Aeroporto di Adelaide
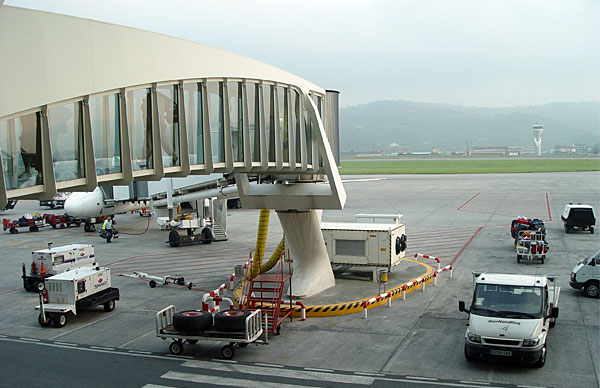
Manicotto d'imbarco all'Aeroporto di Bilbao, disegnato da Santiago Calatrava
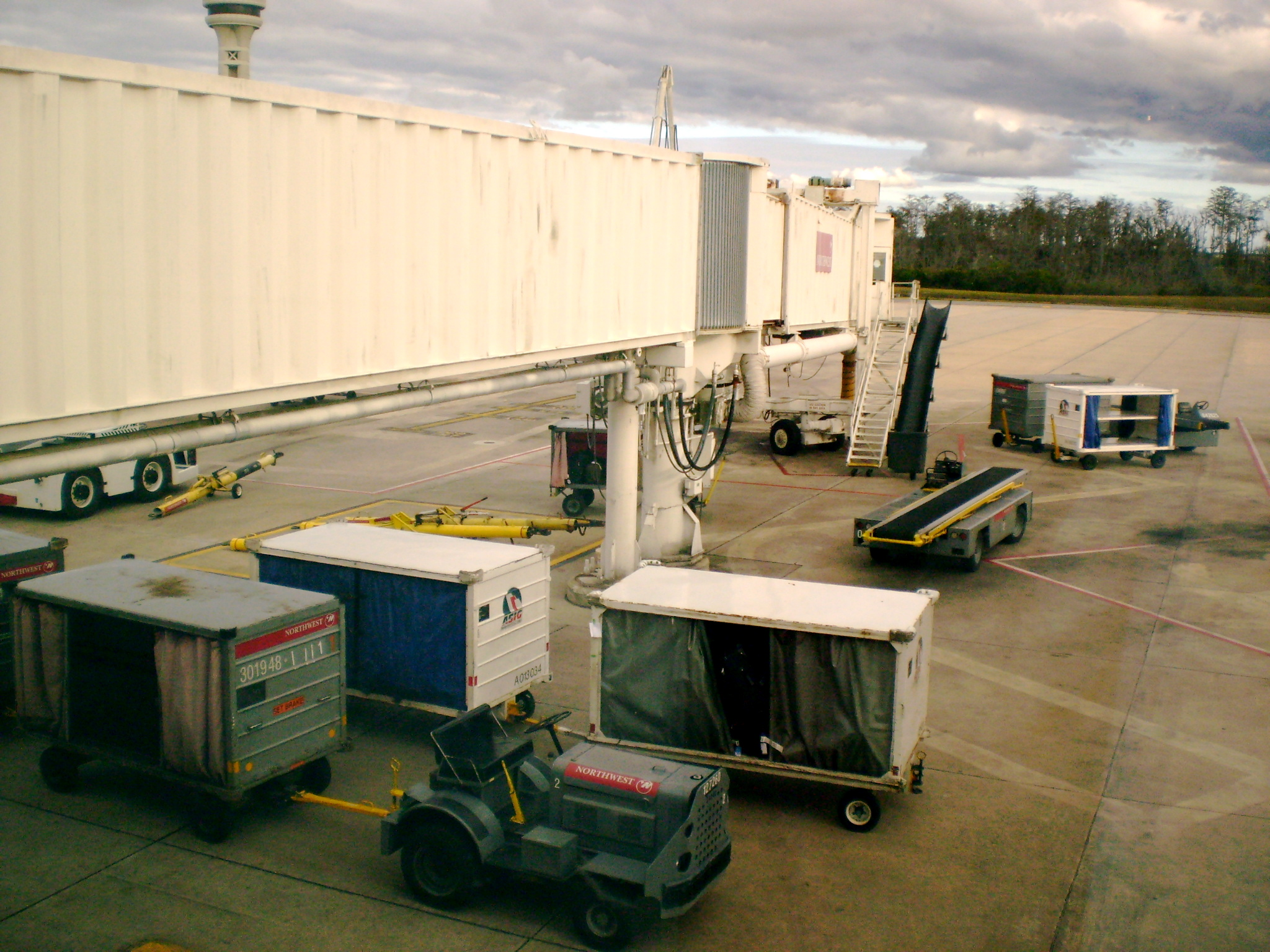
Manicotto d'imbarco all'Aeroporto Internazionale di Orlando, in Florida
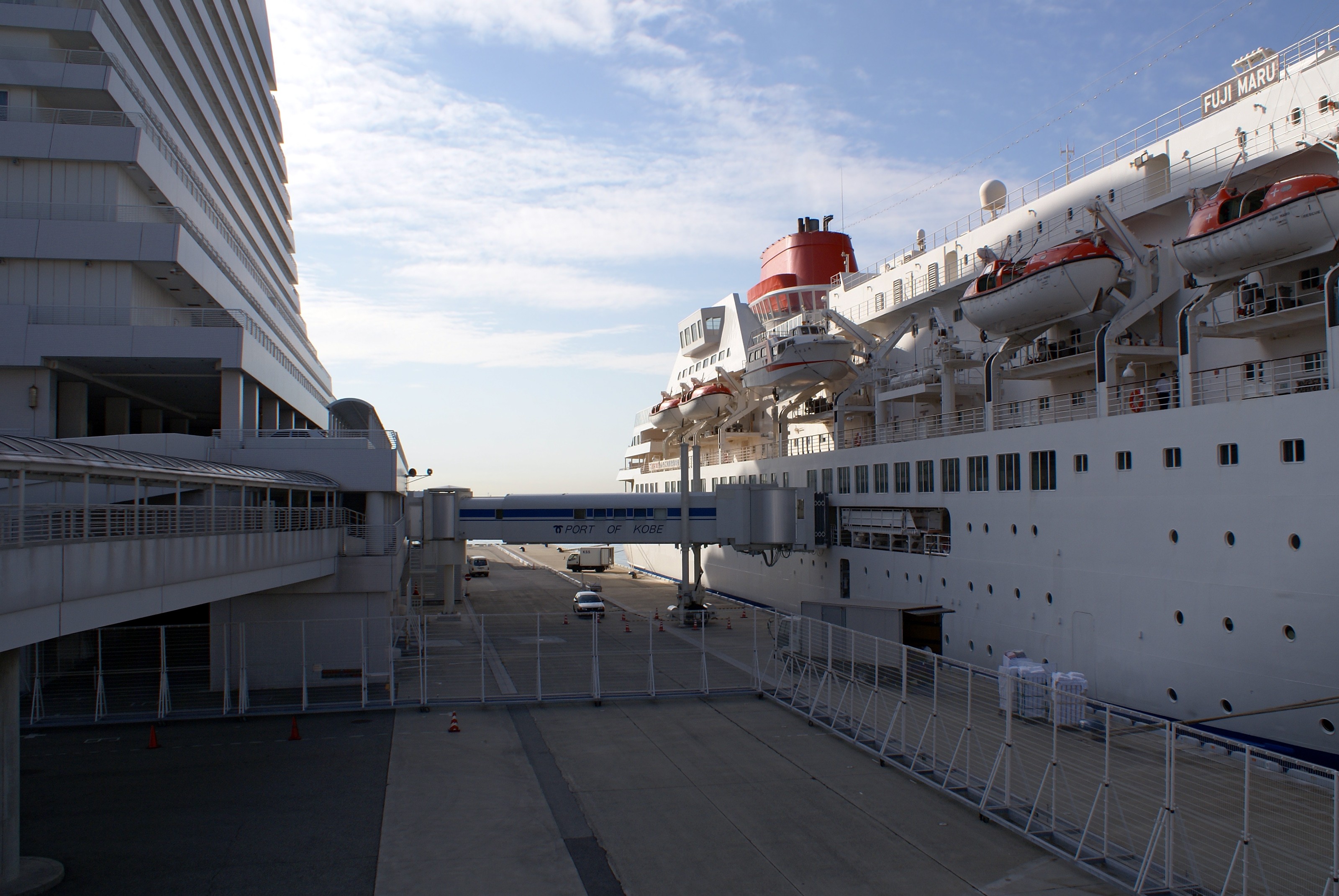
Un manicotto d'imbarco nel porto di Kōbe, in Giappone
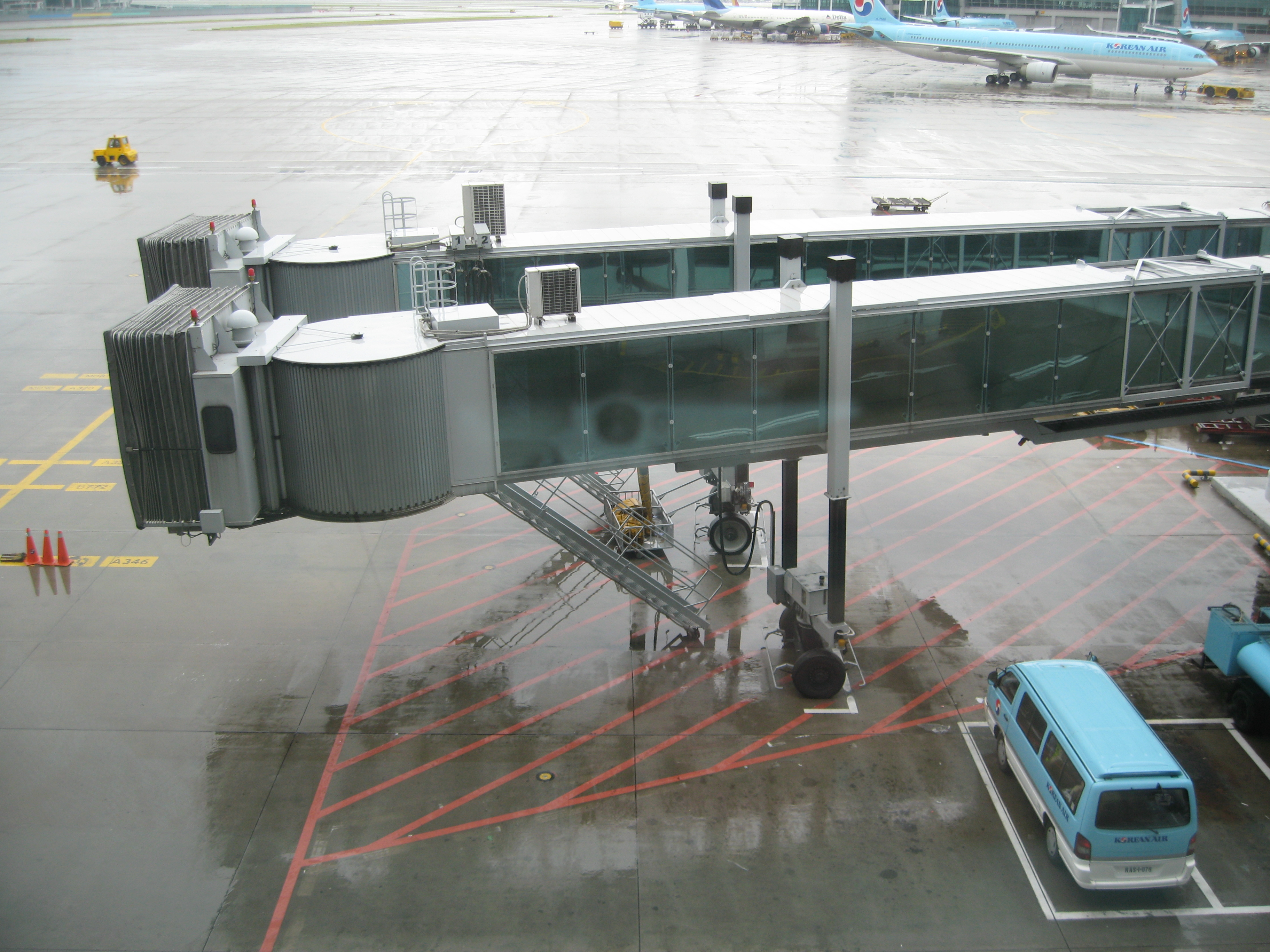
Due manicotti d'imbarco vicini all'Aeroporto di Incheon di Seul, utilizzabili sia con due aerei di medio-piccole dimensioni, sia con un solo aereo grande
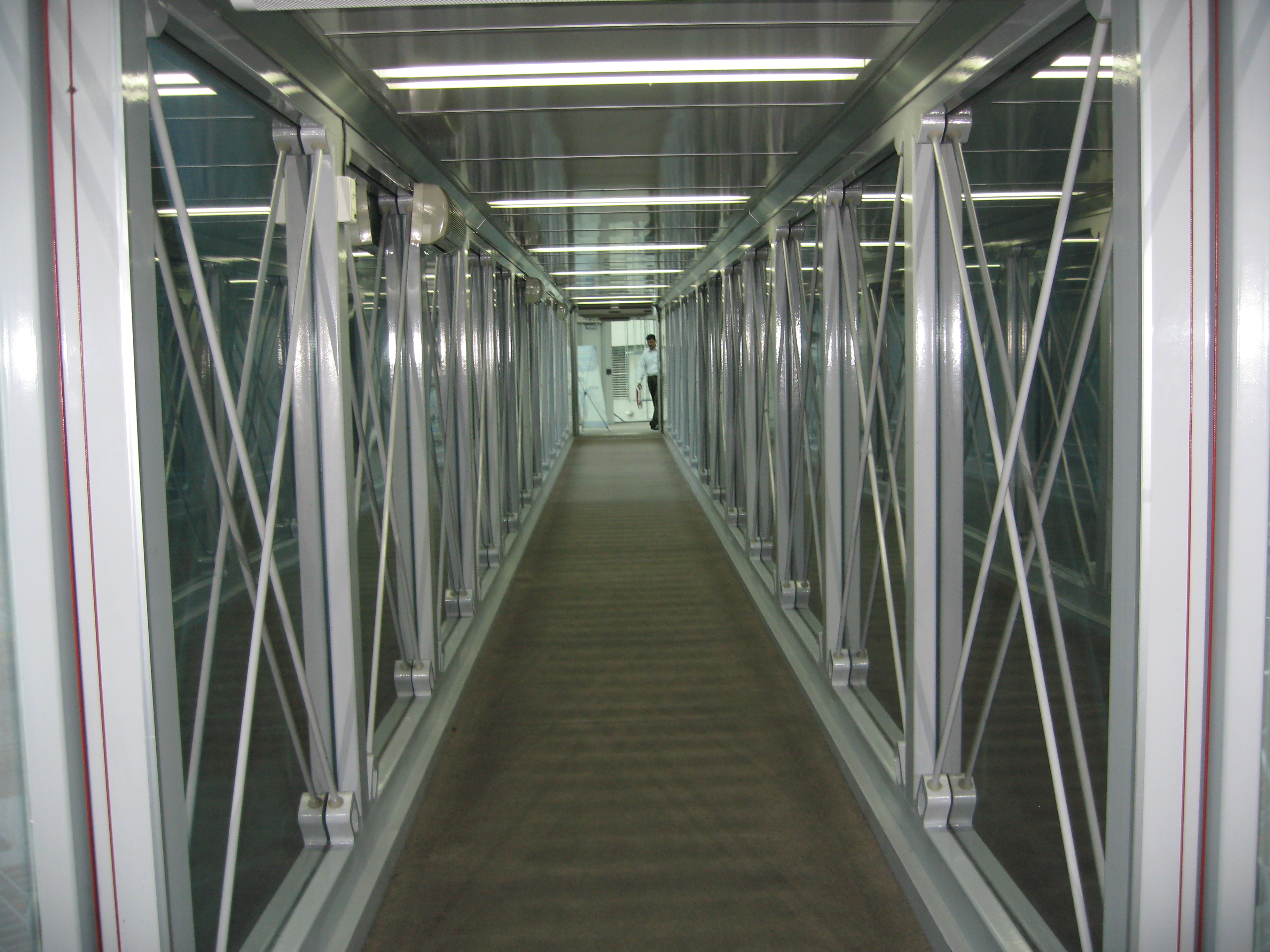
Interno di un manicotto d'imbarco all'Aeroporto di Incheon
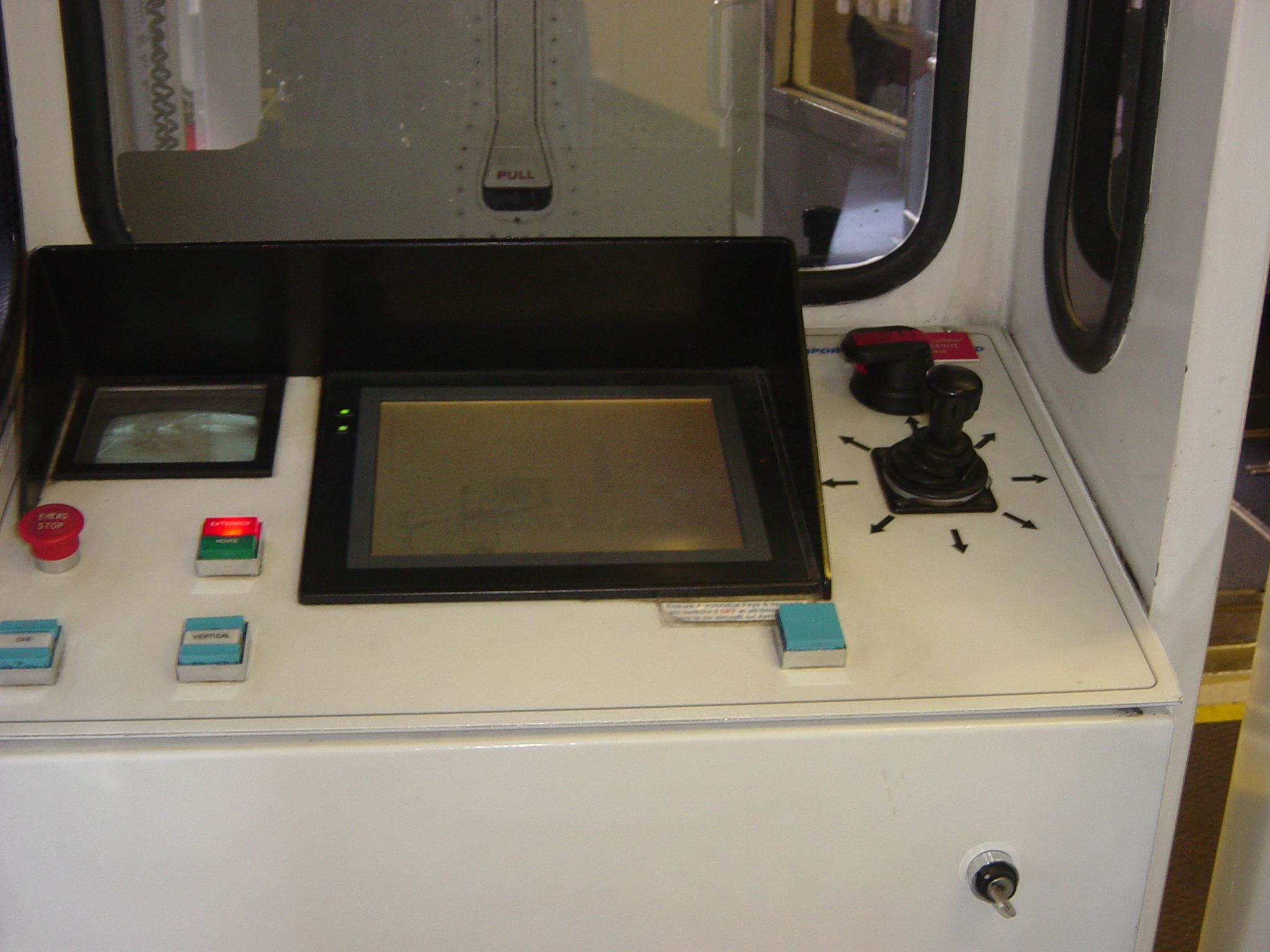
Una consolle di controllo di un manicotto d'imbarco